# Positions politiques d'Emmanuel Macron
Pour un article plus général, voir Emmanuel Macron.
 (novembre 2018).

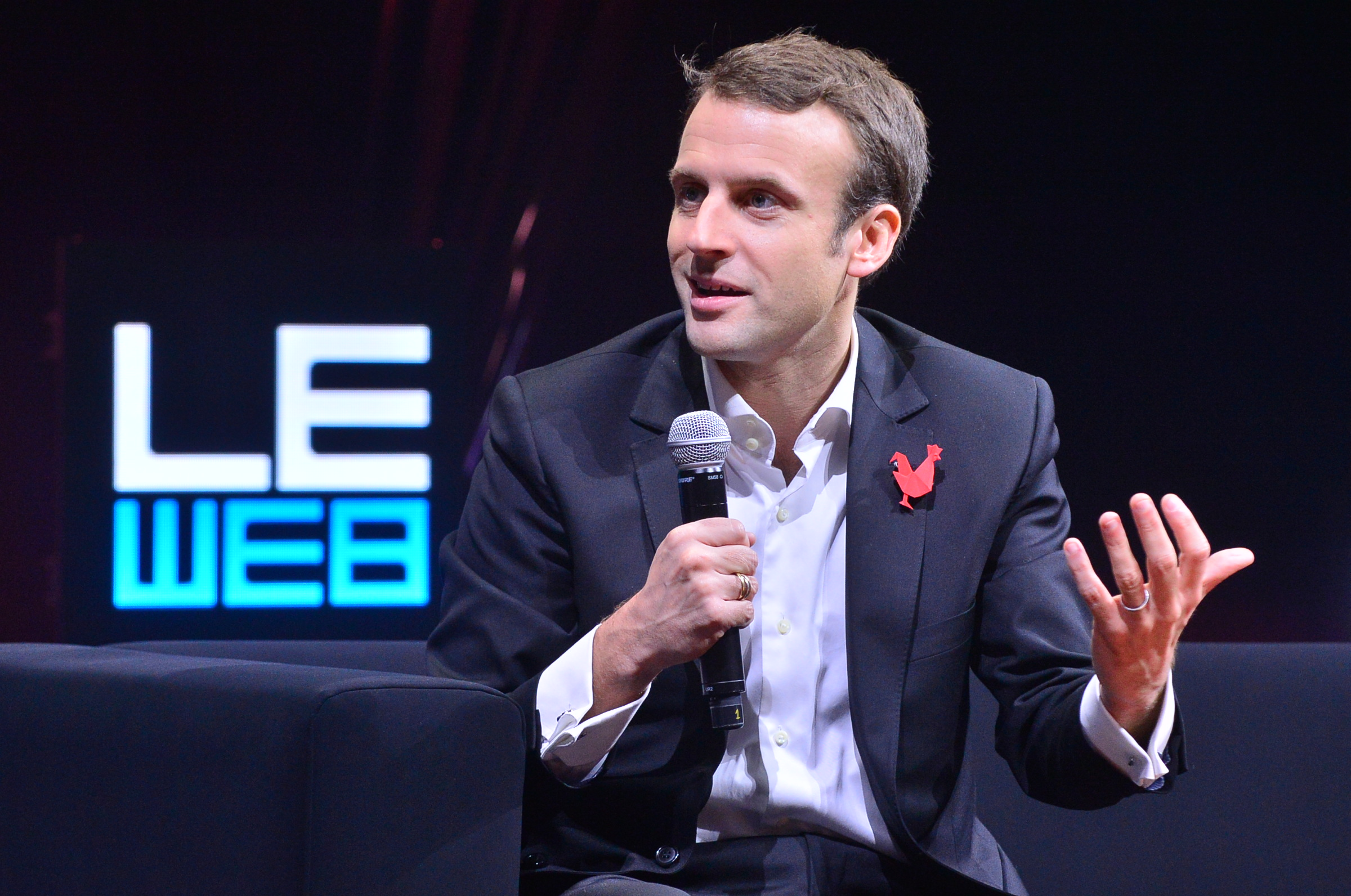
Emmanuel Macron exposant ses idées lors d'une conférence en 2014.

Les positions politiques d'Emmanuel Macron sont l'ensemble des prises de position d'Emmanuel Macron depuis ses débuts dans la vie politique en 2015 jusqu'à aujourd'hui. Une  grande partie des positions politiques initiales d'Emmanuel Macron se retrouve dans son livre Révolution, publié le 24 novembre 2016 alors qu'il était candidat à l'élection présidentielle de 2017,.

## Orientation idéologique

### Social-libéralisme
En 2014, Emmanuel Macron est qualifié par certains observateurs de social-libéral,,,,, de social-démocrate,, ou de libéral-égalitaire. Décrié par des ministres socialistes en vue, il est soutenu par l'aile droite du Parti socialiste et par quelques personnalités de la droite. Il est en faveur du rétablissement de l'équilibre des finances publiques et du libre jeu du marché, c'est-à-dire partisan d'une politique comme celles menées par Clinton, Blair ou Schröder en leur temps et s'apparentant à la troisième voie,,. Selon certains analystes, Emmanuel Macron est un « libéral-libertaire » qui associe libéralisme économique et libéralisme sur les sujets de société,.
En 2014, il se présente comme socialiste et rejette l'étiquette de libéral « si l'idée, c'est de laisser fonctionner le marché comme étant la loi du plus fort ». Il se définit finalement comme tel à partir de l'automne 2015, à la fois sur les plans politique et économique, tout en précisant, selon les occasions, que le libéralisme est « une valeur de la gauche » ou n'est « ni de droite ni de gauche », et que lui-même n'est pas « ultra-libéral », préconisant « un socle de solidarité collective, de régulation »,,,. Lors d'une visite en Vendée en août 2016, il déclare : « L'honnêteté m'oblige à vous dire que je ne suis pas socialiste ». Il précise ensuite faire partie d'un « gouvernement de gauche » et voulant « servir l'intérêt général », comme tout « ministre de la République ».
Dans son ouvrage Révolution publié en novembre 2016, il se présente à la fois comme un « homme de gauche » et un « libéral », « si par libéralisme on entend confiance en l'homme ».

En octobre 2013, il déclare à Mediapart : 

« On ne peut plus présenter la gauche comme l'extension infinie des droits. […] L'idéologie de gauche classique ne permet pas de penser le réel tel qu'il est. Il nous manque des outils – il faut le reconnaître. La gauche n'a pas assez repensé ses objets. […] Ce qu'on appelle de manière un peu vieillotte le « socialisme de l'offre », c'est faire attention à la répartition de la charge entre les différents acteurs de l'économie. […] Ce « socialisme de l'offre » suppose donc de revisiter un des réflexes de la gauche, selon lequel l'entreprise est le lieu de la lutte des classes et d'un désalignement profond d'intérêts. […] La gauche moderne est celle qui donne la possibilité aux individus de faire face, même aux coups durs. Elle ne peut plus raisonner en termes de statuts. La société statutaire où tout sera prévu va inexorablement disparaître. »

### Discours sur le dépassement du clivage gauche-droite

#### Proposition du clivage progressistes/conservateurs
Avec son parti En marche, il affirme vouloir dépasser le clivage gauche-droite, à l'instar de François Bayrou ou de Jacques Chaban-Delmas par le passé, estimant que « le vrai clivage dans notre pays […] est entre progressistes et conservateurs ». S'il se réclame du progressisme, Damon Mayaffre relève que « la témérité lexicale inhabituelle laisse immédiatement place à une timidité programmatique et idéologique. Non seulement les références historiques au « progressisme » sont mal ou non identifiées dans le discours, mais à écouter Emmanuel Macron, l'analyste ne sera pas plus renseigné sur cette identité politique revendiquée ». Frédéric Rouvillois théorise que la volonté de changement et de progressisme de Macron est assez proche de la doctrine saint-simoniste. Se fondant sur le sens commun du verbe « conserver », Lou Wassner compare quant à lui la communication progressiste d'Emmanuel Macron lors de sa première campagne présidentielle avec sa traduction effective dans les politiques conduites après son élection, estimant qu'Emmanuel Macron a au contraire de facto exercé un « conservatisme pur », considéré ici en tant que synonyme d'immobilisme vis-à-vis de la structure des institutions politiques, par opposition à un progressisme qu'il incarnait initialement, militant en faveur de leur transformation.

#### Position gauche/droite
Lors de la campagne présidentielle de 2017, ses propositions mêlent des mesures considérées comme étant « de gauche » et d'autres « de droite », lui valant d'être situé à l'« extrême centre »,,. Il rejette toutefois le qualificatif de centriste, affirmant qu'il n'est « pas un nouveau Lecanuet ». Le politologue Luc Rouban relève que ce positionnement est « un classique qui s'est concrétisé par les tentatives réitérées des candidats centristes depuis des décennies. Seul Valéry Giscard d'Estaing s'est fait élire sur ce positionnement et sa politique a été celle d'un homme de droite ».
D'après Les Décodeurs du Monde, 41 % de ses propositions en 2017 sont originales ; 37 % sont proches de celles de François Hollande en 2012 (proximité soulignée par Richard Ferrand, secrétaire général d'En marche) ; 21 % sont proches de celles de François Fillon en 2017 ; et 19 % sont proches de celles de Benoît Hamon en 2017.

##### «En même temps»
Cette proximité avec des idées de gauche comme de droite provoque des critiques et des moqueries présentant Emmanuel Macron « toujours d'accord avec tout le monde »,. Celui-ci assume ce qu'il considère comme étant du « pragmatisme » et réplique que « ce qui épuise notre vie politique, c'est qu'on puisse faire croire […] qu'on est en désaccord sur tout quand on est adversaires ».
Nicolas Truong, dans le journal Le Monde, met en exergue, dans les modes de raisonnement d'Emmanuel Macron, l'influence de Paul Ricœur dont il a été brièvement un des assistants, et le respect des points de vue opposés lorsqu’ils sont exposés dans le cadre d'une argumentation rationnelle : « le macronisme est un syncrétisme. Aussi bien un bonapartisme social qu’un progressisme libéral, aussi bien un dégagisme oligarchique qu’un libéralisme transcendantal ».
François Dosse, qui analyse l'expression « en même temps » utilisée par Emmanuel Macron pendant sa campagne présidentielle, fait également le rapprochement avec la pensée de Paul Ricoeur, qui selon lui privilégiait le « et », « en cherchant des médiations pour penser ensemble et articuler des situations de double contrainte ».
Damon Mayaffre souligne que son discours de campagne « est sans doute le plus difficile à circonscrire pour l'analyste, non pas seulement parce qu'il ne fut ni de droite ni de gauche, refusant par là volontairement les marqueurs lexicaux politiques les mieux identifiés par les sciences politiques, les plus clivants ou les plus axiologiques (« ordre », « famille », « patrie », « justice », « travailleurs », etc.), mais parce qu'il fut, pour paraphraser une formulation critique du philosophe Marcel Gauchet, plein d'un vide. En effet, les discours d'Emmanuel Macron cultivent la dynamique plus qu'ils ne travaillent les thématiques ; ils s'appuient sur les modalités de la politique et de l'action (le rassemblement, la mise en mouvement, la construction d'un consensus) plus que sur le programme politique lui-même. Ils exhibent plus le leader que l'idée, et l'adhérent ou le militant plus que le monde ».

### Homme providentiel
Emmanuel Macron est perçu comme un réceptacle de la demande de renouvellement du personnel politique,,. Au fur et à mesure de sa campagne et du début de sa présidence, certains observateurs soulignent son invocation du rassemblement national et du mythe de l'homme providentiel qui le rapprochent du césarisme,,.
Jean Garrigues relève cependant que « le discours macronien est fondamentalement un mélange apparemment contradictoire de mythologie messianique et de démocratie participative, entre de Gaulle et Ségolène Royal ».

### Populisme électoraliste, élitisme et verticalité
En 2016, avec le lancement d'En marche et le recours à une rhétorique antisystème, il est également qualifié de populiste par certains observateurs et par Manuel Valls, sous la forme d'une accusation. Emmanuel Macron rejette et revendique alternativement ce qualificatif en fonction du sens qui lui est donné,,,,,,. Dans le même temps, il est décrit comme un représentant des élites et accusé de servir leurs intérêts,, en particulier au travers de son duel avec Marine Le Pen au second tour de l'élection présidentielle de 2017. Stéphane Rozès relève qu'Emmanuel Macron « cible spécifiquement les élites politiques, et non les élites économiques, tandis que le populisme mêle souvent les deux ». En janvier 2018, en revanche, Pascal Perrineau considère que « si le populisme a pu être un moyen pour le candidat Macron, il est loin d’être la fin de sa politique » ; il estime que sa pratique du pouvoir « l’éloigne d’un type de présidence populiste ». En février 2018, Pierre Rosanvallon estime quant à lui qu'Emmanuel Macron constitue « la version la plus élégante du populisme. Ce qui le caractérise, c’est une vision de la verticalité, d’un rapport direct entre le président et la société ».
Ces critiques reviennent au moment de la crise sanitaire liée à la Covid-19. Ainsi, Ellen Salvi, dans Mediapart, note que les décisions se prennent au sein d’un groupe si réduit « qu’il tiendrait dans une cabine téléphonique » et ne visent qu’un seul objectif : « la présidentielle de 2022 ». Dans le même temps, le rôle des parlementaires s’est fortement réduit et les ministres qui ne sont pas membres du conseil de défense ont selon elle « tout simplement disparu ».

## Filiation politique

### Rocardisme

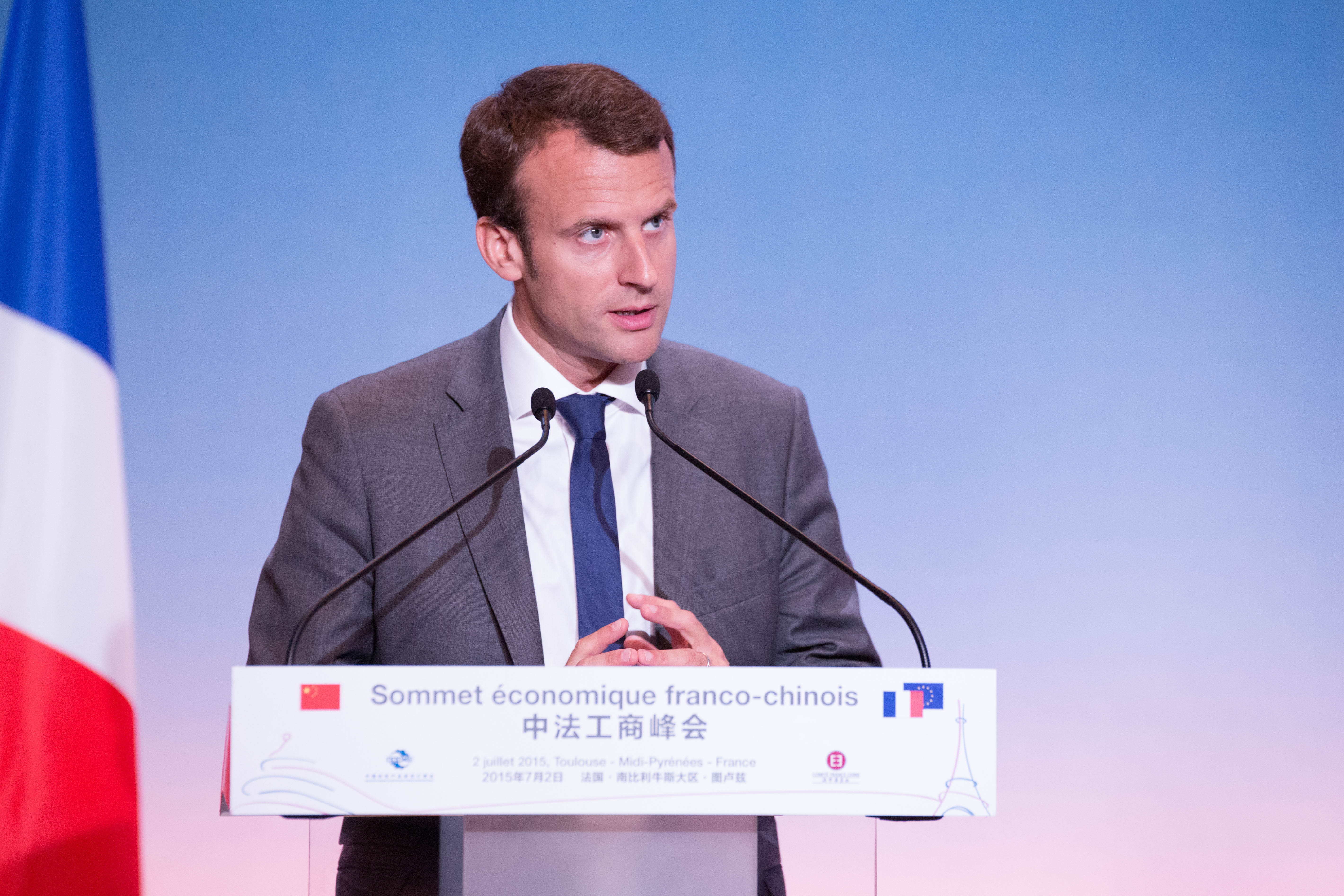
Emmanuel Macron en 2015.

Proche, à partir de 2002, de l'ancien Premier ministre socialiste Michel Rocard et considéré comme un des héritiers de ce dernier, il est chaperonné par Henry Hermand. Macron se réclame de cette filiation et indique qu'il « est celui qui [l]'a fait venir à l'action politique », tout en se disant « très différent » de lui, notamment concernant l'attachement au PS,.
Commentant, peu avant sa mort, son profil et celui de Manuel Valls, qui s'inscrit également dans sa filiation, Michel Rocard évoque deux hommes « formés par un parti amputé » et évoluant dans une société où « la conscience de porter une histoire collective a disparu (alors qu')elle était notre ciment ».
Le journaliste Pierre-Yves Cossé souligne que si « leurs orientations politiques convergent », « Michel Rocard attache une grande importance théorique et pratique à des dispositifs se situant à la marge du capitalisme, l'économie sociale et toutes les formes d'expérimentation sociale », tandis qu'« Emmanuel Macron a une connaissance et une pratique approfondie des mécanismes de financement et fait confiance aux banques » ; de même, sur le plan de la « méthode politique », de nombreux « points communs » côtoient « deux différences majeures ; l'argent et les partis politiques ». Toutefois, après son élection à l'Élysée, certains proches de Michel Rocard, comme Jean-Paul Huchon, déplorent le peu d'inclination du nouveau président pour la négociation ou la décentralisation, comparant notamment le consensus trouvé autour de la réforme des PTT au passage en force sur la réforme de la SNCF en 2018. De même le secrétaire de la CFDT Laurent Berger regrette son peu de cas des corps intermédiaires déplorant « C'est une profonde erreur. On ne transforme pas la société si on n'emmène pas ceux qui sont concernés avec soi et si on ne construit pas ces transformations dans la négociation ».

### Pierre Mendès France et François Mitterrand
Emmanuel Macron revendique également une filiation politique avec Pierre Mendès France et François Mitterrand,. Mediapart relève au cours de sa campagne qu'il « mobilise dans ses discours et entretiens un panthéon hétéroclite de figures politiques et intellectuelles » — « plus de 80 auteurs et intellectuels, philosophes, artistes et écrivains, souvent des classiques » —, avec Charles de Gaulle comme « référence favorite ».

### Valéry Giscard d'Estaing et Georges Pompidou
Il est parfois comparé à Valéry Giscard d'Estaing : tous deux sont en effet inspecteurs des finances, deviennent ministres très jeunes avec des attributions dans le domaine de l'économie et des orientations proches en la matière, affichent très tôt l'ambition d'être élu président de la République et apparaissent comme des figures de renouveau dans la vie politique française,,,,,. Valéry Giscard d'Estaing reconnaît lui-même en 2016 qu'Emmanuel Macron lui ressemble « probablement un peu », mais conseille à ce dernier d'acquérir une expérience ministérielle plus longue. Certains analystes soulignent néanmoins que si l'élection de Valéry Giscard d'Estaing en 1974 a bel et bien constitué une surprise, ce dernier disposait alors d'une expérience gouvernementale et politique plus importante et du soutien d'un groupe parlementaire conséquent,.
Il est également comparé à Georges Pompidou — tous deux ont brièvement milité au Parti socialiste, sont passés chez Rothschild, ont développé un intérêt pour les humanités et collaboré avec un président de la République avant de prendre leurs distances,, — ou encore à Edgar Faure pour ses propos contre « l'immobilisme » et sa volonté de transcender le clivage gauche-droite,. Plus lointainement, d'aucuns le comparent à Turgot pour ses réformes économiques,,.

### Centrisme
Pour l'historien Mathias Bernard, « Emmanuel Macron se rattache à la tradition centriste en France » tout en s'en distinguant par « la façon dont il assume complètement le présidentialisme et la personnalisation du pouvoir propre à la Ve République ». Sa trajectoire est parfois comparée à celle de Charles de Gaulle en 1958 pour sa capacité à s'imposer dans un paysage politique à bout de souffle et à le recomposer,,,.
Emmanuel Macron émerge en même temps que des mouvements européens aux positions similaires tels que La Rivière en Grèce, le Choix civique pour l'Italie de Mario Monti, NEOS en Autriche ou encore Ciudadanos en Espagne. Albert Rivera, président-fondateur de Ciudadanos, apporte son soutien à Emmanuel Macron pendant sa campagne présidentielle en voyant en lui un « réformiste »,,,.

## Déclarations et prises de position
Cette section est promotionnelle ou publicitaire (février 2021). Considérez son contenu avec précaution et/ou discutez-en.

### Institutions

#### Monarchisme républicain
En juillet 2015, dans un entretien accordé à l'hebdomadaire Le 1, il regrette l'absence de la figure symbolique du roi dans la vie politique française : 

« Il y a dans le processus démocratique et dans son fonctionnement un absent. Dans la politique française, cet absent est la figure du roi, dont je pense fondamentalement que le peuple français n'a pas voulu la mort. La Terreur a creusé un vide émotionnel, imaginaire, collectif : le roi n'est plus là ! On a essayé ensuite de réinvestir ce vide, d'y placer d'autres figures : ce sont les moments napoléonien et gaulliste, notamment. Le reste du temps, la démocratie française ne remplit pas l'espace. »

 Certains médias ont rappelé que cette position prétendument royaliste faisait référence à la notion de monarque républicain. Après avoir démissionné du gouvernement, il indique avoir pour modèles le général de Gaulle et François Mitterrand, qui avaient selon lui « une capacité à éclairer, une capacité à savoir, une capacité à énoncer un sens et une direction ancrées dans l'histoire du peuple français » ; il ajoute qu'il ne croit pas au « président normal », image sur laquelle François Hollande avait fait campagne, qu'il identifie à « une présidence de l'anecdote, de l'événement et de la réaction [qui] banalise la fonction ».

#### Cursus honorumfrançais
En septembre 2015, lors d'un forum organisé par le journal Le Monde, Emmanuel Macron affirme qu'il n'a pas l'intention de se présenter aux élections législatives de 2017 et déclare qu'être député « pour peser au parti, pour être qui ministre, qui Premier ministre, qui président de la République », « est le cursus honorum d'un ancien temps »,.

#### Scrutin proportionnel
En octobre 2016, lorsqu'il expose la première synthèse de son « diagnostic sur l'état de la France », il propose d'introduire le scrutin proportionnel à l'Assemblée nationale et, « de façon massive », au Sénat.

#### Cumul des mandats
Emmanuel Macron se montre en faveur de la limitation du cumul des mandats, y compris dans le temps.

#### Réformes de la vie politique
De mettre en place des incitations ou des sanctions financières pour l'introduction des personnes non encartées sur les listes électorales ; de mettre en place des formations pour aider les citoyens à accéder aux fonctions d'élus et pour aider les responsables politiques à revenir à la vie normale ; d'obliger le président de la République à rendre des comptes chaque année de son mandat devant une commission de citoyens tirés au sort ; d'obliger les ministres à passer une audition parlementaire avant d'être nommés ; de « subordonner l'accès à la vie élective à un casier judiciaire vierge ».

##### Réforme constitutionnelle
À l’occasion du 65e anniversaire de la Constitution, le 4 octobre 2023, Emmanuel Macron annonce vouloir mener « à son terme » l’élargissement du champ du référendum à des sujets comme l’immigration et ouvrir une « nouvelle étape de décentralisation », sans pour autant chambouler « l’esprit de la Vᵉ République ». Il dit également souhaiter que l’inscription du droit de l'avortement dans la Constitution aboutisse « dès que possible », ce qui sera chose faite le 8 mars 2024, sous son second mandat.

### Union européenne

#### Position vis-à-vis de la construction européenne

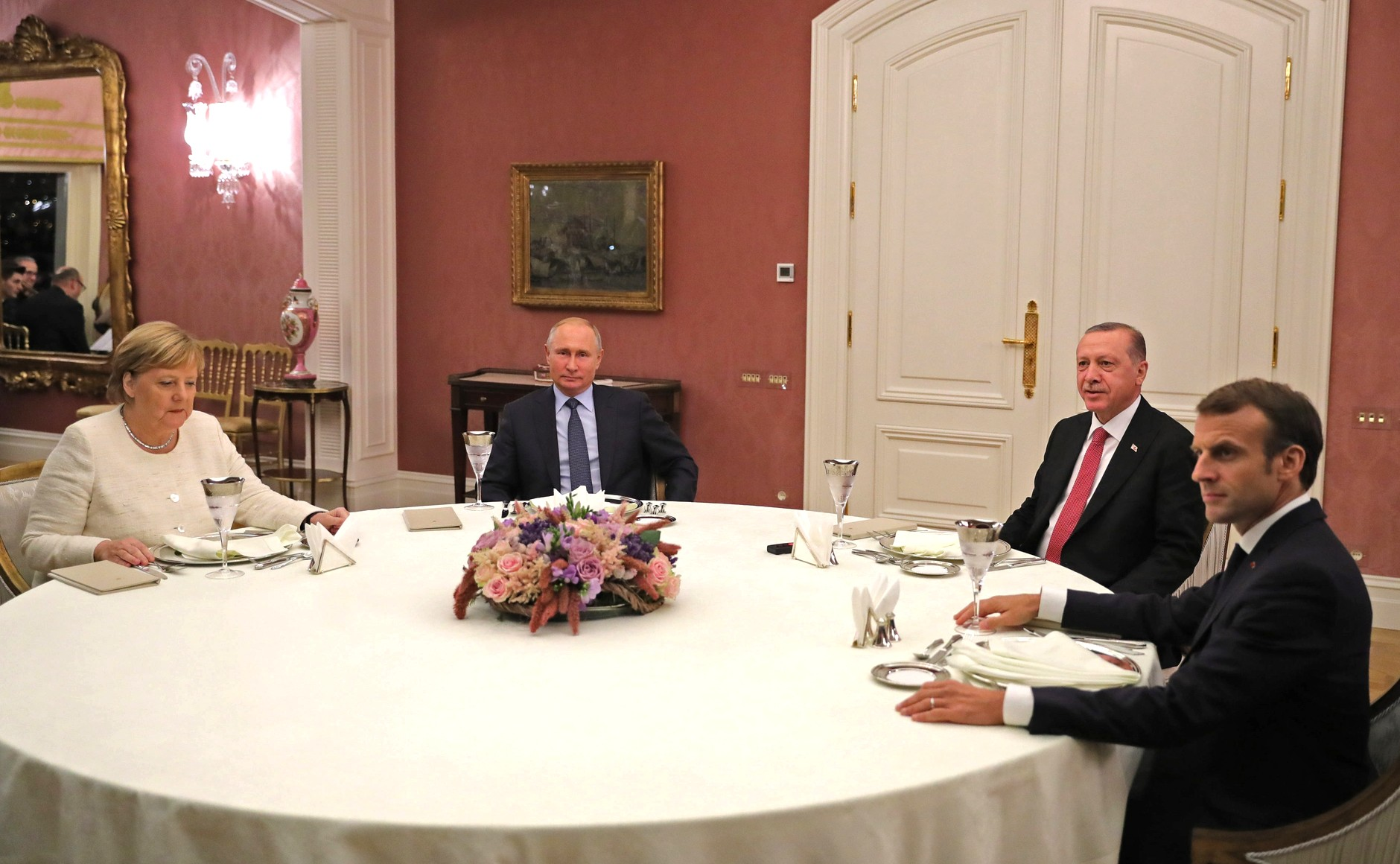
Emmanuel Macron, Angela Merkel, Vladimir Poutine et Recep Tayyip Erdoğan (Istanbul, octobre 2018).

Emmanuel Macron est présenté comme europhile, et fédéraliste,. Il indique quant à lui qu'il n'est « pas un européiste, pas un eurosceptique, ni un fédéraliste au sens classique », mais présente En marche comme « la seule force politique pro-européenne » en France. Lors des meetings de sa campagne présidentielle, il fait acclamer l'Union européenne et ses partisans sont encouragés à brandir des drapeaux européens : Jean Quatremer estime que c'est « du jamais vu » depuis la campagne d'Europe Écologie menée à l'occasion des élections européennes de 2009.

#### Réformes institutionnelles européennes
En juin 2015, il publie avec son homologue allemand Sigmar Gabriel une tribune plaidant pour une poursuite de l'intégration européenne. Ils y préconisent la poursuite « des réformes structurelles […], des réformes institutionnelles (notamment dans le domaine de la gouvernance économique) », mais également un rapprochement « des systèmes fiscaux et sociaux (via, par exemple, des salaires minimums mieux coordonnés ou une harmonisation de l'impôt sur les sociétés) ». Il prône la création d'un poste de « commissaire responsable de la zone euro, ainsi qu'un Parlement de la zone euro » et un budget commun pour celle-ci.
En mars 2017, invité à la Hertie School of Governance de Berlin, Macron affirme que « l’aventure européenne est par essence « mue par une logique de désir » », et non une logique de séparation. Cette rencontre est qualifiée d'« événement » par Die Welt qui dénonce cependant l'« l'illusion d'unité qu'incarnait cette troïka », au motif que Macron n'est plus socialiste et « fait en sorte que le Parti socialiste français, potentiel allié de Sigmar Gabriel, connaisse le même sort que le parti frère néerlandais [qui a chuté à moins de 6 % des suffrages le 15 mars] ». Jürgen Habermas réitère son soutien à Macron juste avant les élections et écrit que sa victoire serait « une véritable rupture dans l’histoire de la République française depuis l’après-guerre ».

### Défense et politique étrangère

#### OTAN

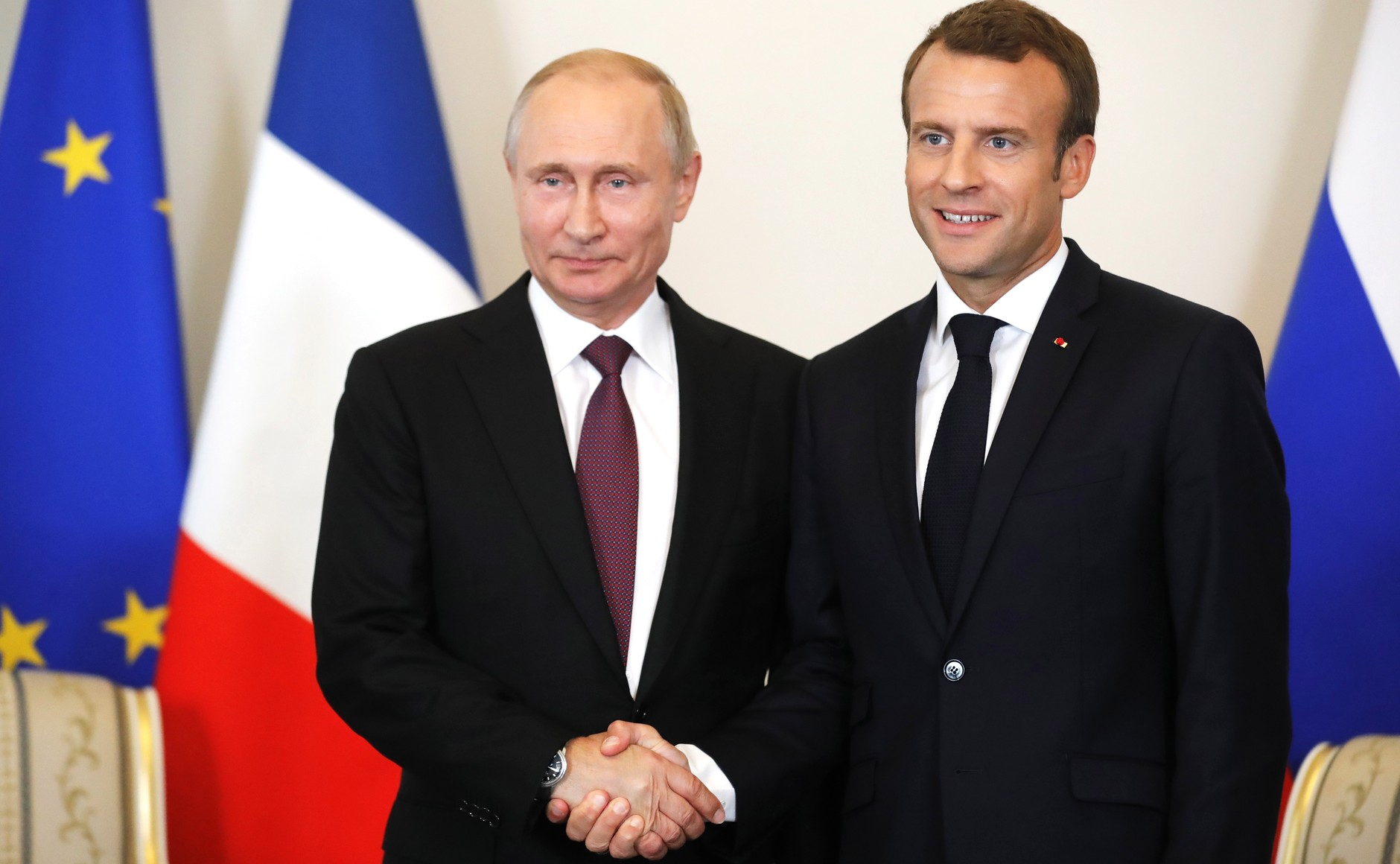
Emmanuel Macron avec le président de la fédération de Russie, Vladimir Poutine, en 2018.

Ses propositions présidentielles pour la défense sont dans la continuité de ligne menée par Jean-Yves Le Drian, incluant une implication dans l'OTAN. Il souhaite toutefois agir depuis l'intérieur de l'OTAN afin de poser les bases d'une défense européenne détachée de l'OTAN.
Il considère en 2019 que l'OTAN est en état de mort cérébrale. En 2022, il soutient que l'invasion de l'Ukraine par la Russie en 2022 l'a sortie de son sommeil.

#### Service national universel
Emmanuel Macron promeut la mise en place un service national universel et obligatoire d'un mois.
En juillet 2017, le chef d'État-Major des armées, Pierre de Villiers, auditionné à huis clos par la commission de la Défense de l’Assemblée nationale, fait part de son inquiétude quant aux 850 millions d'euros de coupes budgétaires annoncées dans le budget de la Défense. Emmanuel Macron lui reproche publiquement ses déclarations, déclarant être le « chef ». Pierre de Villiers, qui venait d'être reconduit dans ses fonctions avant cet épisode, annonce sa démission, une première depuis que celui-ci a pris sa configuration actuelle de plus haut responsable militaire placé sous l’autorité du ministre de la Défense, en juillet 1962. Le président français se voit alors reproché une attitude autoritaire et humiliante alors que le général s'exprimait à huis clos,.

#### Relations avec la Grèce
En juillet 2015, tout en mettant en cause la « question biaisée » du référendum grec, il appelle à ne pas provoquer « une sortie automatique » de la Grèce de la zone euro et à « ne pas faire le traité de Versailles de la zone euro » en cas de victoire du « non ». Il estime que les dirigeants grecs et européens ont « coproduit » la crise de la dette publique grecque. Il considère également que l'accord conclu à l'été 2015 entre la Grèce et ses créanciers, impulsé notamment par François Hollande, « ne purge pas le sujet de la dette », rejoignant ainsi les critiques du Fonds monétaire international. En juin 2016, il critique la politique de rigueur imposée à la Grèce, qu'il ne juge pas soutenable, et prône la mise en place conjointe de « mécanismes de solidarité budgétaire et financière » et d'un mécanisme de restructuration des dettes publiques dans la zone euro.
Très critique du rôle de François Hollande dans la crise grecque, Yánis Varoufákis, ministre des Finances du premier gouvernement d'Alexis Tsípras, se montre élogieux envers Emmanuel Macron, qui était selon lui « le seul ministre français de l'administration de François Hollande qui semblait comprendre ce qui était en jeu au sein de la zone euro » et qui a, d'après lui, « essayé de jouer les intermédiaires entre nous et la troïka de nos créanciers même si on ne lui a pas permis de jouer ce rôle ».

#### Relation avec la Pologne
En marge du dossier de la délocalisation de l'usine Whirlpool d'Amiens en Pologne, il se prononce en faveur de « sanctions » de l'UE contre ce pays, via l'article 7 du traité sur l'Union européenne, qui prévoit la possibilité de suspendre le droit de vote d'un pays au Conseil européen quand une « violation grave et persistante » de l'État de droit est constatée ; il s'engage à ce qu'une décision soit prise dans les trois mois suivant son élection,.

#### Relations avec la Russie
Ses relations avec la Russie sont l’objet de différentes supputations. Ministre de l’Économie, Emmanuel Macron se donne pour objectif la levée des sanctions économiques en 2016. Candidat à l’élection présidentielle, ses affinités profondes demeurent obscures aux observateurs tant russes que français. Le 29 mai 2017, le président de la République Macron rencontre le président russe au château de Versailles et annonce la création d’un « forum franco-russe des sociétés civiles, le dialogue du Trianon ».

#### Relations avec le Liban
Emmanuel Macron justifie son implication au Liban après l'explosion dans le port de Beyrouth par « la profonde affection et le respect qui nous unit, par une histoire partagée qui nous oblige, et par ce que ce pays a d’unique dans la région : son ouverture, sa coexistence culturelle et confessionnelle, son caractère démocratique auxquels les Libanais tiennent ».

#### Guerre en Syrie
En déplacement au Proche-Orient début 2017, il se définit dans une position médiane « à mi-chemin de la politique d'ostracisation du régime Assad et de soutien exclusif à la rébellion » suivie par la France depuis 2011,. Toutefois en avril 2017, Emmanuel Macron a proposé une éventuelle intervention militaire contre le régime d'Assad.

#### Israël et Palestine
Opposé au mouvement BDS, il refuse de se prononcer sur la reconnaissance de l'État de Palestine. Le 16 juillet 2017, il commémore avec le Premier ministre israélien Benyamin Netanyahou le 75e anniversaire de la rafle du Vel d'Hiv. À cette occasion, il demande que « la justice fasse toute la clarté sur le meurtre de Sarah Halimi », une femme juive défenestrée par un musulman en raison de possibles motivations antisémites.
Comme ses prédécesseurs Nicolas Sarkozy et François Hollande, Emmanuel Macron adopte la position de Jacques Chirac en réaffirmant que « c'est bien la France qui organisa la rafle ». Il déclare aussi, comme le général de Gaulle et François Mitterrand, que « la France n'était pas à Vichy ». Il dénonce par ailleurs l'antisionisme, qu'il considère comme « la forme réinventée de l'antisémitisme »,.

### Emploi

#### Indemnisation chômage
Emmanuel Macron se montre en faveur d'un durcissement des règles d'indemnisation au chômage. Il critique ceux qui refusent de prendre un emploi du fait des conditions de travail ou du salaire proposé, considérant que cela revient à dire « je vais bénéficier de la solidarité nationale pour pouvoir réfléchir à ma vie ».

#### Emploi dans la fonction publique

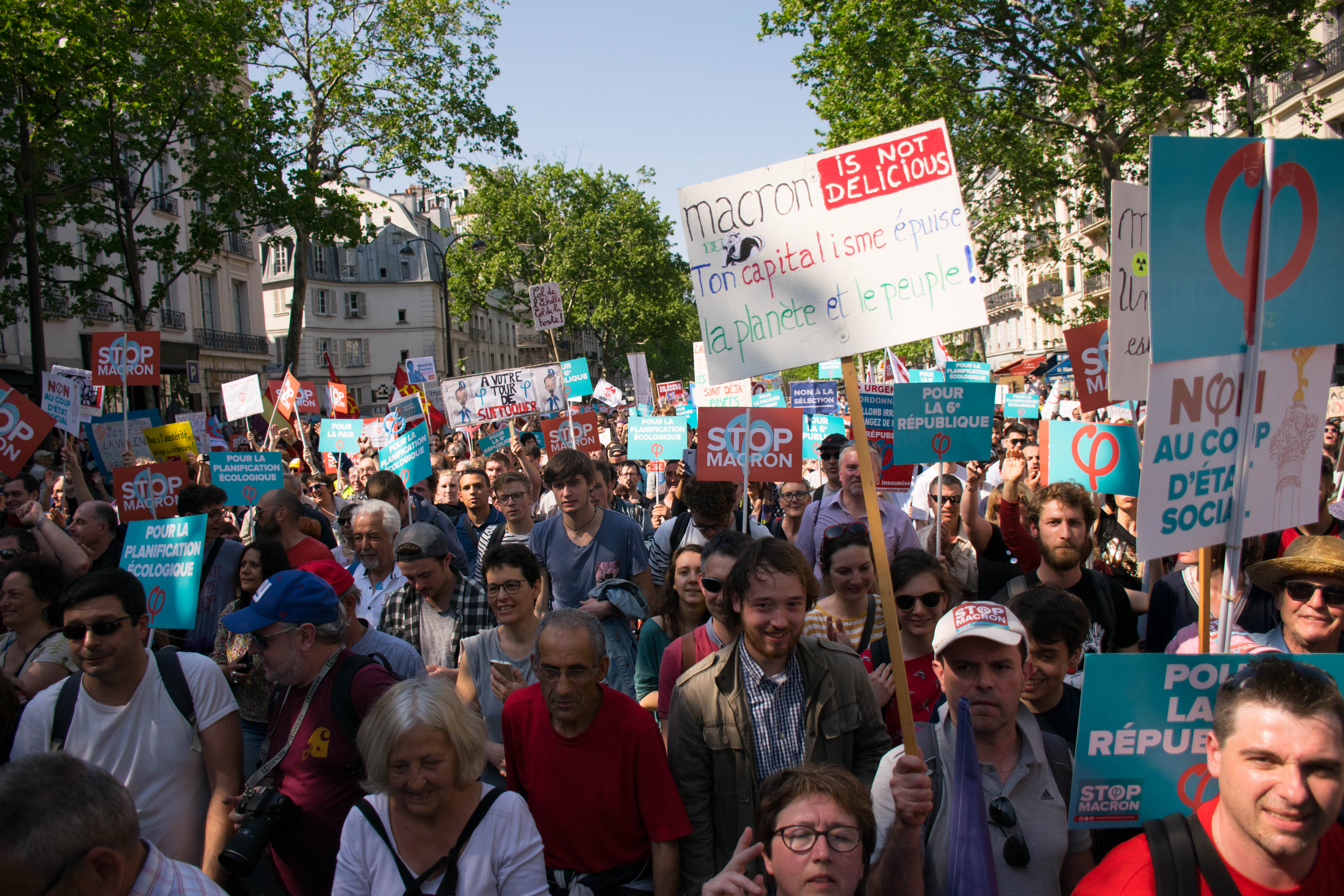
« La fête à Macron », manifestation organisée par la gauche radicale contre la politique d'Emmanuel Macron (Paris, mai 2018).

En février 2017, il annonce vouloir supprimer 120 000 postes de fonctionnaires en ne renouvelant pas certains postes, « 70 000 venant des collectivités et 50 000 de l'État ».

### Économie et fiscalité

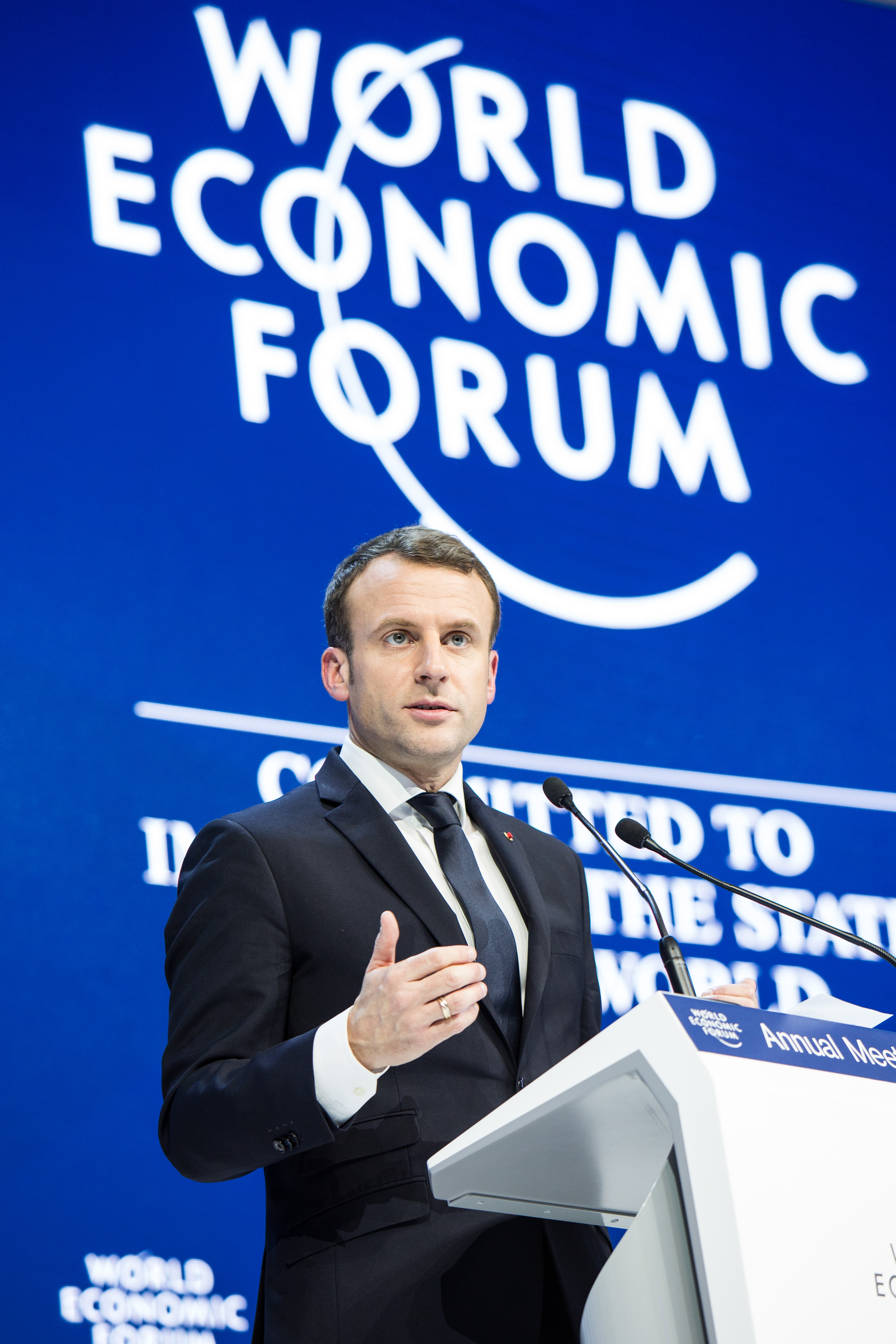
Emmanuel Macron au Forum économique mondial de 2018.

#### Nationalisations
Lorsque le ministre de l'Industrie Arnaud Montebourg tente de sauver les emplois menacés du site ArcelorMittal de Florange, il affirme que la « gauche romantique » doit ouvrir les yeux, et ajoute : « La gauche est censée changer le réel mais, compte tenu des contraintes, changer le réel sera compliqué. » S'il n'est pas hostile à l'option de nationaliser les hauts fourneaux, il estime qu'Arnaud Montebourg s'enferme trop dans cette unique solution.
Il se montre favorable à la nationalisation d'EDF à la fin de son premier mandat, afin que la puissance publique puisse prendre le contrôle souverainement de sa stratégie énergétique.

#### Temps de travail
Dans une interview accordée au Point la veille de sa nomination comme ministre de l'Économie, de l'Industrie et du Numérique dans le gouvernement Valls II, il déclare : « Nous pourrions autoriser les entreprises et les branches, dans le cadre d'accords majoritaires, à déroger aux règles de temps de travail et de rémunération. C'est déjà possible pour les entreprises en difficulté. Pourquoi ne pas étendre à toutes les entreprises, à condition qu'il y ait un accord majoritaire avec les salariés ? »
Le cabinet du Premier ministre indique alors que le gouvernement « n'a pas l'intention de revenir sur la durée légale du travail à 35 heures », dont la modification éventuelle « relève de discussions entre partenaires sociaux » que l'exécutif « respectera ».
En novembre 2016, il prône la fin des 35 heures pour les jeunes. Il réfute cependant cette mesure en décembre lors d'un meeting de campagne, en déclarant que la durée légale du temps de travail « doit rester à 35 heures ». Durant la campagne présidentielle, il reprend une des mesures phares de Nicolas Sarkozy en l'aménageant : l'exonération de cotisations sociales sur les heures supplémentaires.
Début janvier 2015, Emmanuel Macron donne une interview au journal Les Échos, dans laquelle il déclare : « Il faut des jeunes Français qui aient envie de devenir milliardaires. » Cette prise de position déclenche des critiques au PS, y compris de la part de son premier secrétaire, Jean-Christophe Cambadélis. Au-delà du Front de gauche et du PCF qui expriment le rejet de cette idée, la phrase entraîne des commentaires ironiques à droite. En définitive, la presse doute que ce genre de sortie aide le ministre à faire passer sa loi.

#### Revenu de base
Emmanuel Macron juge « intéressante » l'idée d'instituer un revenu de base,.
Dès mai 2016, il annonce vouloir aller plus loin que la loi El Khomri sur la réforme du code du travail, en élargissant « le champ de la négociation collective au niveau de l'entreprise à d'autres domaines ».

#### Idéologie économique
Pour l'universitaire Frédéric Lebaron, « la croyance économique portée par Emmanuel Macron est un concentré de la doctrine promue par l'oligarchie financière publique depuis des décennies ». Certains observateurs soulignent l'absence de nouveauté de la plupart de ses propositions de campagne en matière économique et sociale ou leur continuité avec la ligne des précédents gouvernements socialistes et de la sienne en tant que ministre de l'Économie,. Certaines de ses prises de position en matière d'économie s'avèrent isolées sur l'échiquier politique français, telles que l'adaptation du temps de travail à l'âge des salariés ou le droit au chômage en cas de démission ; d'autres sont défendues à droite, comme la nationalisation de l'Unédic ou le droit au chômage pour les travailleurs indépendants. Il salue les réformes économiques menées au Royaume-Uni dans les années 1980 et prône le « modèle scandinave ». En 2017, Jean Pisani-Ferry, coordinateur de son programme, déclare que « l'avenir de la France, ce ne sont pas les réformes britanniques des années 80 » et prône lui aussi le « modèle scandinave » concernant l'« approche du travail ». L'universitaire Bruno Palier considère cependant que si le programme d'Emmanuel Macron comporte bien « des réformes qui ressemblent à celles mises en œuvre par l'État-providence des pays scandinaves » telles que le « développement de la formation professionnelle », « la création d'un système unique de retraite et […] la flexisécurité », « il lui manque cependant […] la logique globale de ce modèle fondé sur l'égalité et l'investissement dans le capital humain, mais aussi sa cohérence économique, qui est basée sur l'innovation, la montée en gamme et la qualité ».

#### Régulation financière
Sur le plan économique, le journaliste spécialisé Romaric Godin note dans La Tribune que le programme d'Emmanuel Macron évite soigneusement de traiter la question de la régulation financière. Selon lui, les rapports privilégiés qu'entretient le candidat avec le milieu de la haute finance et des banques d'affaires pose d'autant plus question que ce milieu pense détenir depuis quarante ans la « vérité » d'un certain ordre financier mondialisé dont les excès et les dérégulations aboutissent pourtant aujourd'hui à des crises économiques majeures. L'économiste Éric Heyer, de l'OFCE, estime qu'Emmanuel Macron tient un « double discours » au sujet de la rémunération : « D'un côté, le coût du travail des smicards est trop élevé, de l'autre les salaires des grands patrons sont trop faibles ».
Sur plusieurs points, Emmanuel Macron tient, à quelques mois de distance, des propos contradictoires ou opposés : c'est le cas notamment pour les 35 heures, le droit du travail, l'indemnisation dégressive du chômage, le diesel, le cannabis, la colonisation ou le mariage pour les couples de même sexe,.

#### Fiscalité foncière
Parmi les promesses de la campagne présidentielle de 2017, il déclare vouloir exonérer 80 % des Français de la taxe d'habitation, l'État prenant en charge le déficit de ressources pour les communes,.
Il reprend la distinction entre égalité formelle et réelle auparavant théorisée par Dominique Strauss-Kahn dans Pour l'égalité réelle (Fondation Jean-Jaurès, 2004), un texte ayant fait date dans lequel il décrit les inégalités de destins qui s'ajoutent aux inégalités de revenus.

#### Fiscalité du travail
Il déclare en petit comité au sujet de la proposition de François Hollande de taxe à 75 % sur les très hauts revenus : « C'est Cuba sans le soleil ! ». Il supprime l'impôt sur la fortune et le remplace par l'impôt sur la fortune immobilière, considérant que cela stimulera l'investissement.

#### Libre-échange
Concernant le partenariat transatlantique de commerce et d'investissement (TAFTA puis TTIP), il estime en juin 2016 que « les conditions ne sont pas remplies » mais appelle à ne pas « fermer la porte de toute éternité » et défend « la nécessité d'un lien fort avec les Américains ».
En février 2017, Emmanuel Macron est le seul candidat à la présidentielle ouvertement favorable à l'accord économique et commercial global (CETA) établi entre le Canada et l'Union européenne. Il critique le blocage du gouvernement wallon, tout en reconnaissant que ses revendications sont pertinentes ; il estime ainsi qu'il ne fallait pas faire valider le traité par les Parlements nationaux car « cela décrédibilise l'Europe ». Entre les deux tours de l'élection présidentielle, il s'engage à créer une commission « indépendante » chargée d'évaluer, dans les trois premiers mois, les conséquences sanitaires et environnementales de ce traité.

### Finances publiques
Lors de la campagne présidentielle de 2017, il est l'un des rares candidats à ne pas remettre en cause l'engagement pris par la France de respecter le critère de convergence d'un déficit public inférieur à 3 % du PIB. En 2022, il s'engage à réduire le déficit public sous la barre des 3 % d'ici à 2027.

### Culture

#### Pass culture et démocratisation
Il estime que sa proposition de mettre à disposition de chaque jeune majeur un « pass Culture » de 500 euros pourrait participer à encourager « les jeunes à découvrir la culture de leur pays et entend les éloigner du terrorisme ».

#### Statut des intermittents du spectacle
Emmanuel Macron se montre favorable au statut des intermittents du spectacle en 2017. Il réitère en 2022 son soutien, et s'engage à ne pas le supprimer.

#### Création et patrimoine
Le programme d'Emmanuel Macron en 2022 met l'accent sur la création artistique plus que sur le patrimoine, là où son opposante Marine Le Pen propose l'inverse.

### Laïcité et religions

#### Port de signes religieux
En juillet 2016, lors du premier meeting d'En marche, il annonce être contre l'interdiction du voile à l'université, prenant les propos de Manuel Valls à ce sujet à contre-pied : « Je ne crois pas pour ma part qu'il faille inventer de nouveaux textes, de nouvelles lois, de nouvelles normes, pour aller chasser le voile à l'université, pour aller traquer ceux qui lors des sorties scolaires peuvent avoir des signes religieux ».
Réagissant à des propos tenus par Manuel Valls et Jean-Pierre Chevènement sur la pratique de l'islam, il « dénonce les considérations qui demandent à des citoyens d'être « discrets », parce que les précédents historiques où l'on a demandé la discrétion en matière de religion ne sont pas à l'honneur de la République ».
En octobre 2019, il déclare que « le port du voile islamique dans l’espace public n’est pas [s]on affaire ».

#### Dalaï-lama
Le 12 septembre 2016, il rencontre le 14e dalaï-lama. Après l'élection de Macron à la présidence de la République française, rappelant leur conversation lors de cette rencontre, le dalaï-lama lui écrit en le félicitant : « Comme vous le savez, je suis un admirateur enthousiaste de l’esprit de l’Union européenne et de ce qui met l’intérêt commun à long terme devant les préoccupations nationalistes. Étant donné que la France est l’un des piliers de l’Union européenne, je suis convaincu que vous pourrez jouer un rôle actif en vue de relever les défis qui nous attendent. »,

#### Écoles confessionnelles
Le 6 octobre, il se plaint « des écoles confessionnelles qui enseignent la haine de la République, professent des enseignements essentiellement en arabe ou, ailleurs, enseignent la Torah plus que les savoirs fondamentaux ». Cette déclaration déclenche une vive polémique et des réactions du Fonds social juif unifié (FSJU), responsable des écoles confessionnelles juives.

#### Religion et espace public
Dans un entretien accordé à l'hebdomadaire Marianne le 1er octobre 2016, Emmanuel Macron déclare au sujet des musulmans : « Dans le champ public, je ne leur demande qu'une seule chose : qu'ils respectent absolument les règles. Le rapport religieux renvoie à la transcendance et, dans ce rapport-là, je ne demande pas aux gens d'être modérés, ce n'est pas mon affaire. Dans sa conscience profonde, je pense qu'un catholique pratiquant peut considérer que les lois de la religion dépassent les lois de la République. Simplement, à chaque instant où il est dans le champ public, les lois de la République prévalent sur les lois religieuses ».

### Santé

#### Décloisonnement des professions
En matière de santé, Emmanuel Macron entend « décloisonner les professions », en faisant notamment « entrer des praticiens privés à l'hôpital ».

#### Tiers payant
Il ne remet pas en cause le dispositif du tiers payant mais estime qu'il faut revenir sur le paiement des médecins à l'acte « pour faire face à la surcharge de travail » ainsi qu'à « une nouvelle sociologie de médecins qui veulent travailler autrement », mais aussi pour « un problème d'efficacité ».

#### Investissements dans la société
Il propose de « construire une stratégie pluriannuelle qui permette d'intégrer les investissements massifs nécessaires, les innovations technologiques et organisationnelles », et de « refonder » l'Objectif national des dépenses d'assurance maladie (ONDAM).
Il estime que le plan Juppé de 1995 concernant l'assurance maladie était une réforme « nécessaire, mais sur le plan démocratique elle n'avait pas été expliquée ».

#### Extension de la prise en charge
Il propose de « prendre en charge à 100 % l'optique, l'audition et le dentaire », une mesure qui, selon le quotidien Les Échos, coûterait 4,4 milliards sans que le candidat ne précise si ce surcoût sera payé par la Sécurité sociale ou par les mutuelles.

### Nation et patrie

#### Distinction entre nationalisme et patriotisme
Lors de la commémoration internationale de l'armistice de 1918, il déclare que le nationalisme est « l'exact contraire » du patriotisme, et que donner la priorité aux intérêts nationaux sans tenir compte des autres revient à sacrifier ce que la nation a de « plus précieux », à savoir selon lui ses « valeurs morales »,.

#### Retour du nationalisme
Emmanuel Macron soutient en 2022 que la France, comme l'Europe, fait face à un « retour des nationalismes », contre lequel il met en garde.

### Sécurité et terrorisme

#### Déchéance de nationalité
Emmanuel Macron estime que le projet de réforme avorté sur la déchéance de la nationalité n'était pas une « solution concrète » et juge que « la prolongation sans fin de l'état d'urgence pose des questions, et des questions légitimes ».

#### Renseignement
Emmanuel Macron prône des moyens accrus pour les services de renseignement.

#### Police de proximité
Il appelle de ses vœux un rétablissement de la police de proximité et considère que « sur la gestion de certains grands risques il faut déléguer aux associations », voire au secteur privé.

#### Arsenal juridique
Il voudrait obliger les entreprises proposant des services de messagerie chiffrés à coopérer avec la justice sur les affaires terroristes.

### Immigration

#### Politique migratoire
En 2015, il se dit confiant sur la capacité de la France à accueillir davantage d'immigrés, dont il salue l'arrivée sur le sol européen, notamment sur le plan économique. En janvier 2017, contrairement à plusieurs socialistes, dont Manuel Valls, il apporte son soutien à la politique d'accueil des migrants conduite par Angela Merkel en Allemagne.
Lors de sa campagne présidentielle, il propose de réduire le nombre de demandeurs d’asile pris en charge à un moment donné par l’État en raccourcissant les délais d’examen de leur demande d’asile, et de renvoyer systématiquement les déboutés du droit d’asile hors du territoire national. L'universitaire Josselin Dravigny estime qu'« en reprenant à son compte la distinction simpliste entre « réfugiés » et « migrants économiques », qui « seront reconduits sans délai vers leur pays afin qu’ils ne deviennent pas des immigrés clandestins », le nouveau chef de l’État cherche à donner des gages de fermeté à son électorat de droite. Or, ces renvois — difficilement justifiables, surtout lorsqu’il s’agit de destinations comme l’Afghanistan — qui étaient en baisse l’année dernière, ne sont pas amenés à se multiplier au cours des prochains mois ».

#### Frontières et protection des frontières
Il estime en 2016 que Frontex « n'est pas un programme suffisamment ambitieux » et appelle à davantage d'investissements « sur les garde-côtes, les garde-frontières, car qui entre à Lampedusa ou ailleurs concerne chaque pays européen ».
Josselin Dravigny met en avant la continuité de ses propositions « concernant les négociations européennes autour des questions migratoires, qui s’inscrivent dans ce qui a été décidé depuis plusieurs années. En effet, sa volonté d’aboutir à un « Schengen renforcé » en augmentant le nombre de garde-côtes de Frontex, d’accentuer la lutte contre les passeurs, d’externaliser les contrôles aux frontières au sein des pays voisins non membres de l’UE, de multiplier les accords de réadmission signés entre l’Union européenne et les pays tiers (de transit ou d’origine des flux migratoires) et de conditionner l’aide au développement débloquée par Bruxelles à l’adoption de mesures de lutte contre l’immigration irrégulière par les pays tiers sont autant d’éléments qui figurent sur la feuille de route européenne ».

#### Pacte mondial sur les migrations
Il se prononce en faveur du pacte de Marrakech.

#### Immigrés sans abri
Emmanuel Macron se prononce à plusieurs reprises pour la nécessité de trouver un logement aux immigrés récents qui ne disposent pas d'abris. Il déclare que « c'est une question de dignité, c'est une question d'humanité et d'efficacité ».

### Environnement

#### Réduction des énergies fossiles
Pendant sa campagne, il indique vouloir respecter les engagements de la loi relative à la transition énergétique pour la croissance verte, fermer toutes les centrales à charbon encore existantes en France et ne plus donner de nouveau permis d'exploitation des hydrocarbures.
Nicolas Hulot accepte de devenir ministre de l’Écologie dans le gouvernement d’Édouard Philippe, mais démissionne quinze mois plus tard, considérant avoir été trahi dans ses ambitions par Macron qui ne lui a jamais donné les moyens d’une politique environnementale susceptible d’avoir un impact face aux grands enjeux « J’étais à l’origine des États Généraux de l’alimentation, je n’en ai pas eu la possibilité, d’en avoir non seulement la main mais éventuellement une coparticipation. »

#### Utilisation du diesel
Durant l'été 2016, il prend la défense du diesel, auquel il estime qu'il ne faut « pas faire la chasse » car il « reste au cœur de la politique industrielle française ». Cette prise de position pour ce carburant polluant s'inscrit dans les suites de l'affaire Volkswagen et lui vaut les foudres de son camp politique,,.

#### Énergie nucléaire
Emmanuel Macron s'exprime en faveur de la filière nucléaire en 2016, qui est selon lui « un choix français et un choix d'avenir ». Vers la fin de son premier quinquennat, il effectue un « virage nucléaire » et annonce la construction d'au moins six EPR 2. Il soutient l'énergie nucléaire dans une perspective à la fois environnementale et de souveraineté énergétique nationale.
En 2022, Emmanuel Macron se montre favorable à la prolongation de la durée d'utilisation des centrales nucléaires sous l'autorité d'EDF.

#### Aéroport de Notre-Dame-des-Landes
Concernant le projet d'aéroport de Notre-Dame-des-Landes, il estime d'abord qu'il « relève d'un modèle qui n'a plus cours aujourd'hui » mais « qu'il faut lancer la construction parce que la consultation a eu lieu ». Il indique ensuite qu'il se donnerait six mois, s'il était élu président, pour statuer sur ce projet après un examen comparatif avec l'alternative d'un aménagement de l'aéroport de Nantes-Atlantique, sous l'autorité d'un « médiateur indépendant ». Il dit également refuser toute « évacuation de la ZAD par la violence ».

#### Chasse
Sur la question de la chasse, il considère que « ceux qui opposent environnement et chasse ont un combat de retard » et entend défendre les revendications des chasseurs.

#### Accords de Paris
Greenpeace considère « bien fade » son programme environnemental. Toutefois, le 1er juin 2017, il critique la décision de Donald Trump de retirer les États-Unis de l'accord de Paris sur le climat et déclare que Trump a commis « une faute pour l'avenir de notre planète » et qu'il « n'y a pas de plan B car il n'y a pas de planète B »,. En 2019, à la suite du One Planet Summit, il est à l'initiative du Fashion Pact, une série d'engagements que prennent plusieurs entreprises de la mode afin de réduire leur impact environnemental.

#### Lutte contre les passoires thermiques
Emmanuel Macron se prononce en faveur d'une lutte accentuée contre les logements mal isolés durant la campagne de 2022, et propose un rythme de 70 000 logements rénovés par an.

#### Sobriété énergétique
Emmanuel Macron utilise le vocabulaire de la sobriété énergétique en 2021. Il considère qu'il faut « gagner en sobriété », car l'utilisation d'énergies peu carbonées comme le nucléaire ne sauraient suffire pour « être capables de baisser de 40% nos consommations d'énergie » d'ici à trente ans.

#### Mix énergétique
En 2022, Emmanuel Macron considère que le « chantier du siècle » est la mise en place d'un nouveau mix énergétique, qui marie les énergies renouvelables au nucléaire. Il soutient que la France a « pris du tard » dans le développement des énergies propres hors nucléaire. Il se montre favorable à une multiplication par dix de la puissance installée en énergie solaire d'ici à 2050, ainsi que l'installation d'une cinquantaine de parcs éoliens en mer.

### Logement

#### Quantité de logements disponible
Emmanuel Macron propose de relancer « de manière brutale » la production de logements par « une politique de l'offre ». En 2022, il se prononce pour la création de 125 000 logements sociaux supplémentaires par an en cas de réélection.
Ce choc d'offre peut être envisagé quitte à « réduire » des « normes », « certains droits et certaines capacités de recours » pour « accélérer les opérations » immobilières. Il se montre en 2022 favorable à la possibilité de retirer le droit d'accorder le permis de construire aux maires pour confier une compétence renforcée en la matière aux intercommunalités.

#### Personnes sans domicile fixe
Le président Macron annonce vouloir lutter contre le non-logement des sans domicile fixe.

### Éducation

#### Position générale
Pour L'Obs, les propositions d'Emmanuel Macron en matière d'éducation s'inscrivent dans les pas « des ministres de l'Éducation qui se succèdent rue de Grenelle depuis dix ans » et « font largement consensus ». Elles suivent le chemin tracé par les réformes précédentes, « dans l'esprit de la loi de refondation de l'école de l'ex-ministre de l'Éducation Vincent Peillon (priorité au primaire), avec un soupçon de libéralisme de droite (plus d'autonomie aux écoles) et un message rassurant envoyé aux élites sociales (maintien des classes prépas et des grandes écoles puisque le système marche) ».

#### Réseau d'éducation prioritaire
Il propose que les réseaux d'éducation prioritaire (ex-ZEP) enrôlent des professeurs expérimentés, mieux payés et disposant d'une plus grande liberté pédagogique.
Avec pour objectif de renforcer la mixité sociale au collège, il propose d'enrichir l'offre scolaire dans les collèges de quartiers populaires pour qu'ils attirent les bons élèves du secteur, voire des élèves venus d'ailleurs par dérogation ; ces mesures font l'objet d'une expérimentation du gouvernement à la rentrée 2016. Il conforte le besoin d'un collège unique et propose une réforme de la carte scolaire.

#### Enseignement professionnel
Selon lui, l'enseignement professionnel « doit devenir une priorité de l'Éducation nationale » mais il évoque une réforme organisationnelle proche de celle mise en place en Allemagne, avec la proposition d'une décentralisation. « L'État doit définir les programmes et le cadre de l'enseignement professionnel, et la gestion de ces filières doit être transférée aux régions ».

#### Universités
Emmanuel Macron se positionne en faveur d'une autonomie accrue des universités. Pour cela, il souhaite que l'État puisse passer avec elles « de véritables contrats d'objectifs et de moyens ».
En 2022, il juge nécessaire de rendre les universités plus professionnalisantes. Les universités doivent occuper une place dans la politique de l'emploi de l’État ; de ce fait, « les universités ne doivent plus seulement garantir l'accueil des étudiants dans une formation mais garantir l'orientation des jeunes vers l'emploi ». Il souhaite que les universités proposent des formations professionnelles tout au long de la vie, « et qui, elles, ont vocation à être payantes ».
Il critique les filières « sans perspective derrière », qui pèsent sur le budget de l'université pour des résultats décevants en termes d'emplois.
Il critique ce qu'il considère comme un « modèle à plusieurs vitesses » entre les grandes écoles et les universités, considérant que « demain ce seront nos universités qui doivent être les piliers de l'excellence ».

#### Universités et Europe
Emmanuel Macron soutient la création d'universités européennes lors de la campagne présidentielle de 2017. Durant le premier quinquennat, la France est un pays moteur dans le projet de la création d'universités européennes, acté par la Commission européenne en 2021. La France est l'un des pays les plus impliqués dans l'initiative, avec 37 établissements français parties prenantes.
Il souhaite la création d'un « Erasmus pour tous » avec l'obligation pour les étudiants de passer six mois en scolarité ou en apprentissage à l'étranger.

### Politique mémorielle
Ancien assistant du philosophe Paul Ricœur – auteur de La Mémoire, l’Histoire, l’Oubli, Emmanuel Macron est très actif sur les questions mémorielles, auxquelles il applique sa position du « en même temps ».

#### Hommage à Jeanne d'Arc
Le 8 mai 2016, Emmanuel Macron, ministre de l'Économie et candidat à la présidence de la République, préside à Orléans les traditionnelles fêtes célébrant la délivrance de la ville par Jeanne d'Arc en 1429, dépassant largement les limites de sa sphère ministérielle. Dans un discours parsemé d’allusions à sa propre trajectoire politique, il rend hommage à la figure héroïque de l’histoire de France qui a « fendu le système » et « a su rassembler » le pays.

#### Hommage annulé à Pétain
À l'approche des célébrations du 11 novembre 2018, un hommage devait être rendu aux Invalides aux maréchaux de la Première Guerre mondiale, dont Philippe Pétain. Interrogé sur ce choix, Emmanuel Macron l'a estimé légitime, considérant qu'il avait été « pendant la Première Guerre mondiale un grand soldat » avant de conduire « des choix funestes » pendant la Deuxième Guerre en collaborant avec le régime nazi. Il ajoute : « Mon rôle n'est pas de comprendre que ça choque ou de commenter les gens, mon rôle est d'essayer d'expliquer et de porter des convictions ». Toutefois, face à l'ampleur de l'indignation suscitée par ses propos, l'hommage au maréchal est finalement supprimé,.

#### L'hommage à Napoléon Ier
Le 5 mai 2021, Emmanuel Macron célèbre le bicentenaire de la mort de Napoléon Ier en déposant une gerbe au pied de son tombeau, aux Invalides. Juste avant, il prononce un discours à l’Institut de France, déclarant notamment : « Napoléon Bonaparte est une part de nous ». Tout en dénonçant ses « fautes », comme « l'exercice arbitraire d’un pouvoir solitaire », le coup d’État du 18 brumaire, l’énorme bilan humain de ses campagnes militaires et le rétablissement de l’esclavage, le président rend hommage à « un stratège, un législateur, un bâtisseur », à « cette part de France qui a conquis le monde » et au défenseur de la souveraineté nationale. Il affirme sa « volonté de ne rien céder à ceux qui entendent effacer le passé au motif qu’il ne correspond pas à l’idée qu’ils se font du présent » et soutient que « de l’Empire nous avons renoncé au pire, de l’empereur nous avons embelli le meilleur ». Sur le plan politique, certains élus de gauche ont critiqué le bien-fondé de l'hommage et regretté l’absence de célébration des 150 ans de la Commune par le président, tandis qu’à droite certains auraient souhaité donner plus d’ampleur à l’anniversaire.

#### La colonisation de l'Algérie
Sur la question algérienne, Emmanuel Macron a eu des positions très contrastées.
En novembre 2016, alors candidat à l'élection présidentielle de 2017, il insiste sur les bienfaits de la colonisation française, et les « des éléments de civilisation » qu'elle a apportées : « Oui, en Algérie, il y a eu la torture, mais aussi l'émergence d'un État, de richesses, de classes moyennes, c'est la réalité de la colonisation. Il y a eu des éléments de civilisation et des éléments de barbarie. » Toutefois, en février 2017, il précise à la chaîne algérienne Echorouk News qu'« il est inadmissible de faire la glorification de la colonisation » et qu'il l'a « toujours condamnée ». Il ajoute également : « La colonisation fait partie de l'histoire française. C'est un crime contre l'humanité. » Cette sortie est abondamment commentée dans la presse,. Pour l'historienne Sylvie Thénault, « le contexte suggère que ses déclarations visent à chercher des voix dans un électorat qui serait sensible à une condamnation de la colonisation ».
En septembre 2018, il reconnaît « au nom de la République française », que Maurice Audin, mathématicien membre du Parti communiste algérien disparu le 11 juin 1957, a été « torturé puis exécuté ou torturé à mort » par des militaires français.
En juillet 2020, il charge l'historien Benjamin Stora de « dresser un état des lieux juste et précis du chemin accompli en France sur la mémoire de la colonisation et de la guerre d'Algérie », tout en abordant des sujets toujours sensibles (disparus de la guerre, séquelles des essais nucléaires, partage des archives, coopération éditoriale, réhabilitation de figures historiques…). Le rapport est remis le 20 janvier 2021. Si Emmanuel Macron envisage des gestes symboliques, il n'y aura en revanche « ni repentance, ni excuses »,. Deux mois plus tard, suivant certaines des préconisations, le président français « reconnaît » la responsabilité de la France dans la torture et l’assassinat d’Ali Boumendjel, avocat défenestré en 1957 par les militaires français en pleine bataille d’Alger.
Le 20 septembre 2021, Emmanuel Macron « demande pardon » aux harkis, supplétifs des troupes françaises lors de la guerre d'Algérie, et annonce une loi de « réparation ». Le mois suivant, Emmanuel Macron reproche au « système politico-militaire » algérien de surfer sur la « rente mémorielle » et s'interroge sur l'existence d'une nation algérienne avant la colonisation, créant une crise diplomatique avec l'Algérie.
En janvier 2023, il estime dans un entretien accordé à l'hebdomadaire Le Point qu'il n'a pas à « demander pardon » à l'Algérie pour la colonisation.
Lors de sa visite d’Etat à Rabat, du 28 au 30 octobre 2024, Emmanuel Macron tient devant le Parlement marocain un discours dans lequel il est revient sur la période du protectorat français au Maroc (1912-1956). Selon le docteur en histoire Benjamin Badier, l'allocution du président érige le cas marocain en bon exemple de mémoire de la colonisation, considérée comme positive par comparaison au cas algérien, alors qu'en réalité les violences coloniales, moins connues que celles d'Algérie, firent aussi un très grand nombre de victimes.

#### Reconnaissance du massacre de Thiaroye
Le 28 novembre 2024, au moyen d'une lettre envoyée au président sénégalais Bassirou Diomaye Faye, Emmanuel Macron qualifie les évènements du 1er décembre 1944 de « massacre ». Si cette reconnaissance est saluée, un collectif d’universitaires dit attendre désormais plusieurs actions concrètes de la France : « ouverture totale des archives, reconnaissance des responsabilités, excuses officielles, et réparations pour les descendants des victimes ». De même, l'essayiste Karfa Diallo, né dans le camp de Thiroye et fils de tirailleur, prend acte de cette « avancée » mais en tempère sa portée réelle. En particulier, il se dit « déçu des modalités de cette reconnaissance, puisque le président Emmanuel Macron n’a pas fait de déclaration directe. Quand on sait dans quelles conditions ce massacre a eu lieu, le nombre de victimes, l’étendue du mensonge d’État qui a été entretenu pendant 80 ans, je crois qu’à minima, le président devrait annoncer lui-même cette reconnaissance. »